# Grigor Efimowitsch Grumm-Grzhimailo
Grigor Efimowitsch Grumm-Grzhimailo (transliteración de en ruso: Григо́рий Ефи́мович Грум-Гржима́йло transliteración científica Grigorij Efimovič Grum-Gržimajlo) (San Petersburgo, 5 de febrerojul./ 17 de febrero de 1860greg. - 3 de marzo de 1936) fue un explorador, naturalista, entomólogo, y botánico ruso recordado por haber realizado importantes viajes de exploración al Asia Central (cordillera del Pamir, Bujará, Tian Shan, Kan-su, Kukunor), Mongolia Occidental, Tuvá, y el Extremo Oriente ruso, zonas entonces aún poco conocidas.
En la literatura botánica puede aparecer citado como Grigory Efimowitsch Grumm-Grzhimailo o Grigori Jefimowitsch Grum-Grschimailo.

## Biografía
Originario de San Petersburgo, su temprano interés estuvo en el problema de la filoxera en los viñedos de N. Y. Danilevsky. Escribió su primer trabajo científico a la edad de 21 sobre algunos lepidoptera de Crimea.
Se asoció con el profesor MN Bogdánov en el Museo de San Petersburgo y contribuyó a muchos de sus propias colecciones a la misma. También estudió las colecciones del museo que se había hecho por Nikolai Przhevalsky, Grigory Potanin, Pyotr Semenov-Tian Shansky, y otros exploradores de Asia Central.
Desde 1882, Grumm-Grzhimaylo estudió Lepidópteros de la Besarabia, Gobernación de Podolia, Crimea, región báltica y se interesó en zoogeografía. Mientras recolectaba cerca de Sarepta, conoció al coleccionista alemán Rückbeil. También se reunió con el Gran Duque Nicolás Mijáilovich Románov, quien le sugirió que debería publicar su obra. También prometió su apoyo a una expedición para el Pamir. En 1884, comenzó su primera expedición Pamir en la que visitó las Montañas Alai, el ascenso a las cordilleras Trans-Alai través Pass Tersagarsky para llegar a la parte alta del río Muksu para alcanzar el glaciar de Fedchenko. Visitó el lago Karakul y regresó. Recogió 12.000 ejemplares, treinta de las cuales eran nuevas para la ciencia. Estimulado por el interés de su obra, hizo una segunda expedición en 1885 visitando Karateghin, Darvaza, Bujará Khanate, Ghissar, Kulyab, Beldzhuan, Shakhrisiabz, Karshi, Guzara, Shirabad, Kabadian y Kurgan-Tyube. Esta vez recogió 20.000 especímenes de insectos.
Su tercera expedición fue en 1886 a lo largo del Kara-Darya, a través del paso Kugart, a continuación, a lo largo del valle de Naryn a la Narynsky Fortaleza (ahora la ciudad de Naryn), y de allí a la dirección sur At-Bashi y más al suroeste a lo largo el amplio valle de At-Bashi River, por la a-Bashi Mt. Range, a lo largo de la Gran Ruta de la Seda para Tash-Rabat y Lago Chatyr-Kul. Fueron hasta el Kashgar y luego a través del paso Irkeshtam y de vuelta a Osh.
Las expediciones de los hermanos entre 1889 y 1890 fueron inicialmente sin aves ni animales grandes. Sus objetivos incluían la obtención de muestras del caballo salvaje mongol y tenían miedo de que el rodaje podría asustar a los animales lejos. Después de asegurar dos caballos salvajes cerca de Gushen (44° N 90° 30 'E) que tuvo éxito en la recolección de 1048 especímenes de aves. Su expedición cubrió 8600 km .
Hizo varias expediciones más en los años siguientes, pero más tarde se perdió gran parte del interés primario en entomología en parte debido a un conflicto con el patrocinador de sus expediciones. Un término era que los materiales que coleccionaba eran para ir al Gran Duque Nicolás Mikhaylovich Romanov, pero él necesitaba una colección privada. Se le acusó de malversación de materiales y las dificultades financieras le hizo vender parte de su colección a Henry John Elwes.

## Resultados de sus amplias investigaciones
Uno de sus últimos escritos lepidopterológicos fue publicado en 1907. En el tercer volumen de la descripción en la citada obra, de un viaje en el oeste de China, con dos capítulos tratando de lo zoogeográfico informó el resultado de un análisis realizado sobre la fauna de lepidópteros en Tian Shan y de relieves del noroeste del Tíbet. Pero Grum-Gržimajlo no se limitó a informar de los datos recogidos durante las expediciones, sino que publicó obras completas de todo el saber de su tiempo. Con ese fin también usó datos de viajes realizados por NM Przewalsky, GN Potanin y el conde Szecsenyi, elaborando una lista de especies (120 solamente de Rhopalocera) perteneciente a la fauna de lepidópteros de la provincia china de Gansu y las regiones vecinas. También llevó a comparar entre esta composición a lepidópteros y la de otras regiones y provincias de China, desde el sureste de Rusia a Manchuria, la definición de las áreas de distribución de las especies generalizada, sino también de endemismo.
En un capítulo aparte, el entomólogo ruso también dibujó algunas conclusiones importantes sobre la zoogeografía de estas áreas, sobre todo en la provincia de Gansu. Incluso teniendo en cuenta la peculiar geografía física, la vegetación y el clima, la conclusión de que la fauna de lepidópteros del este de Tian Shan había que diferenciarse claramente de la de Tíbet occidental, tanto de la de este del Tíbet y Gansu. La última provincia mostró más afinidad con la fauna de Altái-Sayan con Manchuria y otras regiones del norte que vienen a Siberia. Probablemente esto se podría explicar por el hecho de que muchas especies del norte de origen siberiano, habían colonizado Tian Shan en tiempos geológicos recientes a fin de no tener aún desarrollado una especiación y radiación adaptativa típica endémica. De acuerdo con lo que surgió a partir de los datos recogidos, la explosión de la evolución de las especies colonizadoras altaica, parecía especialmente una movida hacia el este a través de Adzhi-Bogdo, Yeren-Nura, colinas de Nomsky, Megin-Ola y Karlik-Tag. No observó la radiación bastante similar al oeste, a través de la cadena de Tarbagatai y la montaña Ala-Tau.
En la práctica, de acuerdo a la teoría de Grum-Gržimajlo, en el pospleistoceno establecido una conexión directa entre las dos regiones dell'Altaj y Nan Shan, con el consiguiente aislamiento de noreste del Tíbet a los territorios limítrofes al este, oeste y sur. El entomólogo escribió:

"Una característica distintiva de la fauna de Gansu es no sólo el predominio de la colonización de especies de origen siberiano, sino también la ausencia de muchas familias y géneros penetrado aquí desde el oeste, el este o el sur (. ..) "y después," (...), sin duda, a la época en la fauna de Gansu fue formando, incluso especies nativas de la región se convirtió en parte de ella "

.
Grum-Gržimajlo reservó el último capítulo de la descripción de las especies nativas; en este caso, según el entomólogo, los representantes actuales del género Parnassius (fam. Papilionidae) son sin duda elementos considerados nativo de la parte noreste del Tíbet.

## Algunas publicaciones
- 1882. Несколько слов о чешуекрылых Крыма (Unas palabras acerca de los lepidópteros de la guerra de Crimea). Тр. Русск. Энт. о-ва (Cenni sui Lepidotteri di Crimea Horae Soc. ent. Rossicae VIII')
- 1885. Bericht über meine Reise in das Alai Gebiet n: Romanov, N.M. Mémoires sur les Lépidoptères, St.-Pétersbourg 2: 212-247
- 1887. Bericht über meine Reise in das Östliche Buchara. Correspondenz. Nebst Anhang: Diagnosen einiger neuen Species. Romanov N.M. (ed.) Mémoires sur les Lépidoptères 3: 357-402, Karte
- 1888. Novae species et varietas Rhopalocerum Horae Soc. ent. Rossicae 22: 303-307
- 1890. Le Pamir et la faune lépidoptérologique. Mém. lépidop. Ed. N.M. Romanoff 4 v. 576 p. 21 pl.
- 1891. Lepidoptera nova in Asia centrali novissime lecta et descripta Horae Soc. ent. Ross 25 (3-4): 445-465
- 1893. Lepidoptera Palaearctica Nova descripta. I. - Horae Soc. ent. ross. 27: 127-129
- 1893. Lepidoptera Palaearctica Nova descripta. II. - Horae Soc. ent. ross. 27: 379-386
- 1894. Verzeichniss der von D. D. Glasunov 1892 im Gebiete des Serafschan-Thales und in der Wueste Kisil-kum gesammelten Lepidopteren
- 1895. Lepidoptera Palaearctica Nova descripta. III. - Horae Soc. ent. ross. 29: 290-293
- 1899. Lepidoptera nova vei parum cognita regionis palaearcticae. I. Ezhegod. Zool Mus. Imp. Akad. Nauk, Ann. Mus. Zool. Acad. Imp. Sc. v. 4 en ruso.
- 1902. Lepidoptera nova vel parum cognita regionis palaearcticae. II. Ezhegod. Zool. Mus. Imp. Acad. Nauk, Ann Mus. Zool. Acad. Imp. Sc v. 7 en ruso.
- 1906. Бабочки, собранные между рекой Джидой и озером Косогол П.С. Михно летом 1902 г. Тр. Троицко-Кяхтинского отд. Геогр. О-ва. - Спб., 8: 3-71
- 1907. Зоогеографический характер фауны чешуекрылых сев.-вост. окраины Тибета. В кн: Путешествие в Западный Китай. Том. 3. Гл. XV: 343-392
- 1907. Об автохтонах ганьсуйской фауны чешуекрылых. - В кн: Путешествие в Западный Китай. Том. 3. Гл. XVI: 393-432
- 1907. Capítulos XV-XVI. [Lepidoptera]. Beschreibung der Reise im westlichen China. - Imp. Russ. Geogr. obstsh. St.-Petersburg 3: 343-432, carta
- 1911. Bабочки, собранные в окр. г. Троицкосавска и в Сев. Монголии. Тр. Троицко-Кяхтинского отд. Геогр. О-ва. Спб. 13, 1: 65-67
- 1914–1930. Die Westmongolei und das Urjanchaigebiet (ruso; monografía en 3 v.)
- 1948. (póstumo) Описание путешествия в Западный Китай. - М. Огиз. - 684 p.

## Premios y reconocimientos
- 1907: medalla Constantine por la Imperial Sociedad Geográfica Rusa.[3]

## Eponimia
Género fanerógamo
- (Brassicaceae) Fedtschenkoa Regel[4]

Especies fanerógamas (51 + 39 + 14 registros)
- (Apiaceae) Prangos fedtschenkoi (Regel & Schmalh.) Korovin[5]
- (Asteraceae) Arctium fedtschenkoanum (Bornm.) S.López, Romasch., Susanna & N.Garcia[6]